# Hexatoma sinensis
Hexatoma sinensis är en tvåvingeart som först beskrevs av Edwards 1921.  Hexatoma sinensis ingår i släktet Hexatoma och familjen småharkrankar. Inga underarter finns listade i Catalogue of Life.